# Макарий (патриарх Константинопольский)
Макарий (греч. Μακάριοι) - патриарх Константинопольский, который занимал пост  патриарха дважды: в 1376-1379 и 1390-1391 годах
Предшественником патриарха Макария был Филофей, после чего он был низложен и его преемником был патриарх Нил Керамевс. После смерти Нила Макарий вернул себе патриархию.

## Биография
Первое упоминание Макария относится к периоду его служения на митрополичьей кафедре в Севастии в 1377-1380 годах. По соборному поручению Макарий выяснял, достойны ли занимать кафедры в Амасийской митрополии архиереи, которые были незаконно поставлены экзархом Антиохийского патриархата Павлом Тагарисом.
В частности, Макарий повторно рукоположил епископа Лимнийского Иосифа, найдя его благочестивым человеком.
Будучи фаворитом Андроника Палеолога, он воспользовался его успешным государственным переворотом и сумел быть избранным патриархомвсего через три месяца после восхождения того на престол. Макарий короновал Андроника, а также его сына Иоанна 18 октября 1377 года.
В 1379 году, когда Андроник Палеолог потерял трон, Макарий был низложен.  Когда в феврале 1379 года митрополит Киприан отправился  в Константинополь бороться за киевскую митрополию, в апреле-мае 1379 годаон стал свидетелем происходившего в столице империи нового переворота, а также участником собора, осудившего и низложившего патриарха Макария. В июле Киприан участвовал в заседании Синода и 6 октября 1379 года как митрополит всея Руси подписал постановление патриархата.
Регистр актов Константинопольского Патриархата датирует возвращение Макария на престол 30 июля. В августе 1380 года поместным Собором был подписан Томос оправдания, в котором излагалась история первого патриаршества Макария, его низложение признавалось недействительным, однако подчеркивалось, что постановление Антония IV было законным, на нем нет никакой вины и поэтому он вновь по праву займет престол после кончины Макария.
Макарий принимал участие в спорах между митрополиями Готии, Сугдеи и Херсона о принадлежности приходов. В годы первого патриаршества Макарий передал митрополии Херсона Элисс, принадлежавший Сугдейской митрополии, и Кинсанус, относившийся к митрополии Готии.
Решение относительно Элисса было отменено патриархом Нилом в 1392 году, а Кинсанус по мирному соглашению между митрополитами остался за Херсоном.
Вновь взойдя на кафедру, Макарий в августе 1380 года отменил акты Нила и подтвердил свое изначальное решение о передаче приходов Херсону.